# Семерньова Галина Вікторівна
Семерньова Галина Вікторівна (нар. 24 липня 1973, Одеса, Українська РСР, СРСР) — українська художниця-живописець, заслужена художниця України (2013), членкиня Національної спілки художників України (1995).

## Життєпис
Народилася 24 липня 1973 року в Одесі в родині художника Віктора Семерньова. Творчу діяльність почала у 1983 році.
У 1992 році закінчила Одеське державне художнє училище імені М. Грекова, у 1998 — художньо-графічний факультет Південноукраїнського університет імені К. Ушинського.
Членкиня Національної спілки художників України від 1995 року.
У 2013 році отримала звання Заслуженої художниці України.

## Творчий доробок
Працює в галузі живопису, графіки, діорамного мистецтва та іконопису. Авторка діорам «Козацьке поселення Бугогардівської паланки на території села Грушівці у ІІ половині XVIII століття», «Старофлотські казарми» і «Штурм фортеці Очаків у 1788 році» (всі — 2012) в миколаївських музеях, серії «Індійський цикл» (2002), розписів у каплиці Святого Миколая в Миколаєві (2005). 
Багато робіт присвячено тим країнам, де жила і працювала Семерньова — Індія, Греція і Єгипет.

### Вибрані твори

#### Діорами
- «Козацьке поселення Бугогардівської паланки на території села Грушівці у ІІ половині XVIII століття» (2012);
- «Старофлотські казарми» (2012);
- «Штурм фортеці Очаків у 1788 році» (2012).

#### Серії
- «Індійський цикл» (2002).

#### Розпис
- «На Дальносхідний фронт. 1904» (2004);
- Каплиця Святого Миколая (Миколаїв, 2005).

### Виставки
Бере участь у виставках з початку своєї творчої діяльності у 1983 році. Учасниця багатьох українських та міжнародних виставок. Брала участь у міжнародних симпозіумах. Окремі роботи зберігаються у приватних колекціях Італії, США, Німеччини, Ізраїлю, Франції, Росії та України.

#### Персональні
- Одеса (1991);
- Виставка II міжнародного симпозіуму (1993);
- Миколаїв (1997, 1998, 1999, 2000, 2008);
- «Індійський цикл» (Миколаїв, 2002);
- «Дорогами Індії» (Одеса, 2005);
- «До 60-річчя Перемоги у Великій Вітчизняній війні» (Миколаїв, 2005).